# Francisca Senhorinha da Motta Diniz
Francisca Senhorinha da Motta Diniz (São João del-Rei, 1834  - Rio de Janeiro, 30 de outubro de 1910) foi uma escritora, educadora e jornalista brasileira que defendia a educação da mulher, o conhecimento de seus direitos e participação na sociedade. Francisca fundou um dos primeiros periódicos brasileiros voltados para a emancipação feminina, O Sexo Feminino direcionado para a educação, a instrução e a emancipação feminina.

## Vida
Nascida em São João del-Rei, Minas Gerais, era filha de Gertrudes Alves de Melo Ramos e Eduardo Gonçalves da Mota Ramos. Era casada com o advogado José Joaquim da Silva com quem teve quatro filhas, Albertina Diniz, Amélia Augusta Diniz, Elisa Diniz Machado Coelho e Eulália Diniz Ferreira da Silva.
Cursou o magistério para instrução de nível primário chegando a lecionar em Minas Gerais e depois em São Paulo e no Rio de Janeiro, onde por fim fixou residência.
Já viúva, fundou e dirigiu a Escola Doméstica do Colégio Santa Izabell, na rua do Lavradio, juntamente com as filhas que se tornaram escritoras.

## Jornalismo
Seu primeiro trabalho no jornalismo iniciou-se colaborando com o semanário Estação, um jornal de modas porém sua contribuição mais importante foi o semanário O Sexo Feminino que começou a produzir em Campanha da Princesa, em 1873 e durou dois anos tendo sido transferido para o Rio de Janeiro de 1875 a 1890.
O Sexo Feminino continha informações sobre literatura e amenidades, além de temas polêmicos como críticas contra a prática do dote, abolição da escravatura e da pena de morte, o sufrágio feminino e o movimento feminista em outros países. 
Após a Proclamação da República, o nome do semanário passou a ser O Quinze de Novembro do Sexo Feminino, cujo programa propunha a emancipação feminina através da educação física, moral e intelectual, Francisca destacava a importância da educação básica para a mulher, tanto para benefício próprio quanto para a melhoria do mundo.
Durante o ano de 1880, redigiu o semanário A Primavera, que circulou no Rio de Janeiro e A Voz da Verdade. Com a ajuda da filha Albertina, escreveu o romance  A judia Rachel, editado no Rio de Janeiro em 1886.

## Obras
- 1886 - A judia Rachel: romance original de costumes [9][10]